# كأس العالم للشطرنج
كأس العالم للشطرنج (بالإنجليزية: Chess World Cup)‏ ، هي بطولة رسمية ينظمها الاتحاد الدولي للشطرنج ، بدأت عام 1998م.